# Le Christ dans la tempête sur la mer de Galilée
Le Christ dans la tempête sur la mer de Galilée est un tableau peint par Rembrandt en 1633. Il était conservé au musée Isabella-Stewart-Gardner à Boston jusqu'en 1990. Le 18 mars 1990, le tableau a été volé, avec douze autres œuvres d'art. 

## Description
La composition représente une scène biblique décrite dans le Nouveau Testament : le miracle de la tempête apaisée sur le lac de Tibériade, selon le chapitre 4 de l'Évangile selon Marc dans le Nouveau Testament.
C'est le seul tableau de Rembrandt situé dans un environnement aquatique. On pense généralement que Rembrandt s'est représenté lui-même avec les douze apôtres et Jésus dans le bateau où quatorze personnages sont peints. Il s'agirait du personnage qui regarde le spectateur.

## Inspiration
Le traitement rapproché du sujet et la composition globale remontent à la gravure réalisée par Adriaen Collaert d'après un dessin de l'artiste flamand Maarten de Vos. Cette estampe représentant la tempête sur la mer de Galilée était la planche no 8 de l'ouvrage en douze parties Vita, passio et Resvrrectio Iesv Christ, publié par Jan et Raphael Sadeler à Anvers en 1583. 
La peinture de Rembrandt suit le format portrait de l'estampe dans sa composition et représente également le bateau en position inclinée vers l'avant. Comme dans l'estampe, la majeure partie de l'espace de l'œuvre est occupée par le motif principal, à savoir les disciples sur le bateau luttant contre les éléments.

## Vol du tableau
Le matin du 18 mars 1990, deux voleurs déguisés en policiers font irruption dans le musée et ont volé La Tempête sur la mer de Galilée et douze autres œuvres dans ce qui est considéré comme le plus grand vol d'art de l'histoire des États-Unis. Le vol n'a pas encore été élucidé.
Le 18 mars 2013, le FBI a annoncé qu'il savait qui était l’auteur du crime. L'analyse criminelle a suggéré que le vol a été commis par un gang. Aucune conclusion n'a été rendue publique, car l'enquête est en cours.